# Wu Zhifan
Wu Zhifan (en chinois 伍志帆), née le 5 mars 2001, est une coureuse cycliste chinoise, spécialiste du VTT.

## Biographie
Chez les juniors (moins de 19 ans), Wu Zhifan devient championne d'Asie du cross-country en 2019, après avoir pris l'argent l'année précédente.. En raison de la pandémie de covid-19, elle n'est de nouveau été active au niveau international qu'en 2023. Chez les élites, elle est championne d'Asie du cross-country eliminator en 2023 et du cross-country en 2024. Elle décroche également trois titres de championne d'Asie du relais mixte en 2018, 2019 et 2024
Aux championnats nationaux, elle termine deuxième en 2019, ainsi que troisième en 2022 et 2024. En dehors de l'Asie, elle participe à la Coupe du monde de VTT 2024 lors de l'ouverture de la saison au Brésil. La fédération chinoise la sélectionne pour les Jeux olympiques de 2024 à Paris.

## Palmarès en VTT

### Championnats d'Asie
- Danao City 2018
  -  Médaillée d'or du relais mixte
  -  Médaillée d'argent du cross-country juniors
- Kfardebian 2019
  -  Médaillée d'or du relais mixte
  -  Médaillée d'or du cross-country juniors
- Thiruvananthapuram 2023
  -  Médaillée d'or du cross-country eliminator
  -  Médaillée de bronze du cross-country
- Putrajaya 2024
  -  Médaillée d'or du cross-country
  -  Médaillée d'or du relais mixte